# Bisdom Acqui
Het bisdom Acqui (Latijn: Dioecesis Aquensis; Italiaans: Diocesi di Acqui) is een in Italië gelegen rooms-katholiek bisdom met zetel in de stad Acqui Terme in de provincie Alessandria. Het bisdom behoort tot de kerkprovincie Turijn, en is, samen met de bisdommen Alba, Aosta, Asti, Cuneo, Fossano, Ivrea, Mondovì, Pinerolo, Saluzzo en Susa suffragaan aan het aartsbisdom Turijn.

## Geschiedenis
Het bisdom Acqui werd hoogstwaarschijnlijk aan het eind van de 4e eeuw gesticht, gelijk met de bisdommen Novara, Turijn, Ivrea, Aosta en waarschijnlijk ook Asti en Alba. De eerste bekende bisschop was volgens een in 1753 gevonden geschrift de op 25 januari 488 gestorven Ditarius. Volgens overlevering waren bisschop Deusdedit en Andreas Severus Masimus zijn voorgangers. De overlevering noemt Maiorinus als eerste bisschop van Acqui.
In 1034 werd begonnen met de bouw van de Nostra Signora Assunta kathedraal. De kerk werd op 11 november 1067 door bisschop Guido ingewijd.

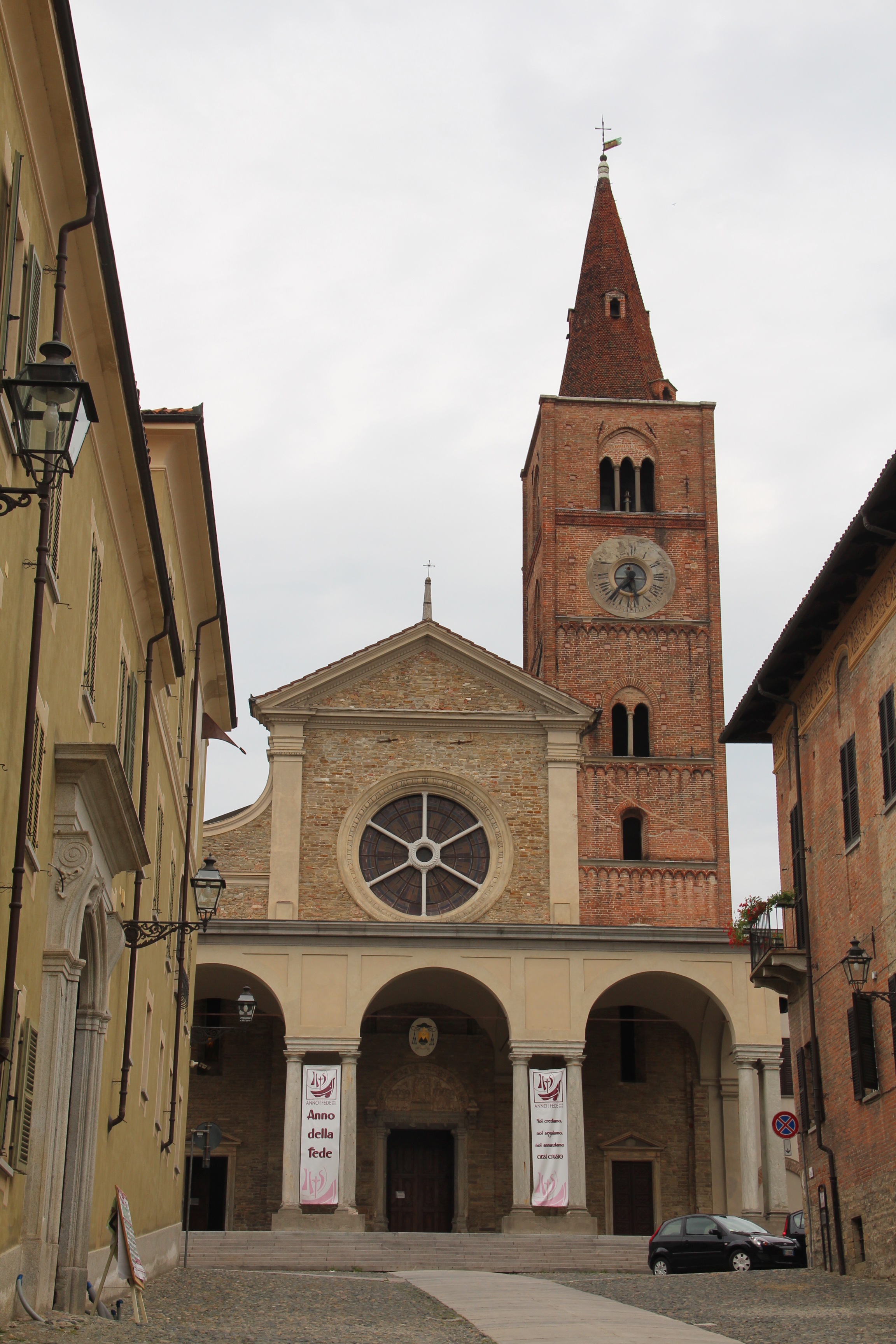
Kathedraal van Acqui Terme